# Кучеренко, Александр Васильевич
Александр Васильевич Кучеренко (укр. Олександр Васильович Кучеренко; 1924—2004) — старший лётчик 525-го штурмового авиационного полка 227-й штурмовой авиационной дивизии 8-го штурмового авиационного корпуса 8-й воздушной армии 4-го Украинского фронта, лейтенант. Герой Советского Союза (1945).

## Биография
Родился 22 февраля 1924 года в посёлке Черевковка (ныне в черте города Славянска Донецкой области Украины). В Красной Армии с 1940 года. В 1943 году окончил Ворошиловградскую военную школу пилотов. Участник Великой Отечественной войны с января 1944 года.
К концу войны совершил 130 боевых вылетов, уничтожил 2 танка, 46 автомашин, 35 железнодорожных вагонов, 2 склада с боеприпасами, несколько миномётных и зенитных батарей противника. 29 июня 1945 года за образцовое выполнение боевых заданий командования и проявленные при этом мужество и героизм лейтенанту Александру Васильевичу Кучеренко присвоено звание Героя Советского Союза с вручением ордена Ленина и медали «Золотая Звезда».
После войны продолжал службу в рядах Советской Армии. С 1970 года полковник-инженер А. В. Кучеренко в запасе. Жил в Киеве. Скончался 23 марта 2004 года.

## Награды
- Герой Советского Союза (№ 8682, 29 июня 1945[1]);
- орден Ленина (29 июня 1945);
- два ордена Красного Знамени (10.09.1944, 18.04.1945);
- три ордена Красной Звезды (12.03.1944, 18.01.1945);
- два ордена Отечественной войны I степени (30.12.1944, 6.04.1985);
- медаль «За освобождение Праги».
- орден Богдана Хмельницкого